# Arauco
 (janvier 2013).
Si vous disposez d'ouvrages ou d'articles de référence ou si vous connaissez des sites web de qualité traitant du thème abordé ici, merci de compléter l'article en donnant les références utiles à sa vérifiabilité et en les liant à la section « Notes et références ».
Pour les articles homonymes, voir Arauco (homonymie).
Arauco ou Celulosa Arauco y Constitución est une entreprise forestière chilienne produisant notamment de la pâte à papier et du bois de construction.
1. ↑  Répertoire mondial des LEI (base de données en ligne), consulté le 17 septembre 2024.